# Raimbeaucourt
Raimbeaucourt is een gemeente in het Franse Noorderdepartement (Frans: département du Nord). De gemeente telde 4.012 inwoners op 1 januari 2022.
Tot in maart 2015 behoorde de gemeente tot het kanton Douai-Nord-Est. Op 22 maart van dat jaar werden de kantons van Douai opgeheven en werd de gemeente toegevoegd aan het kanton Orchies.

## Geografie
De oppervlakte van Raimbeaucourt bedroeg op 1 januari 2022 11,08 vierkante kilometer; de bevolkingsdichtheid was toen 362,1 inwoners per km².

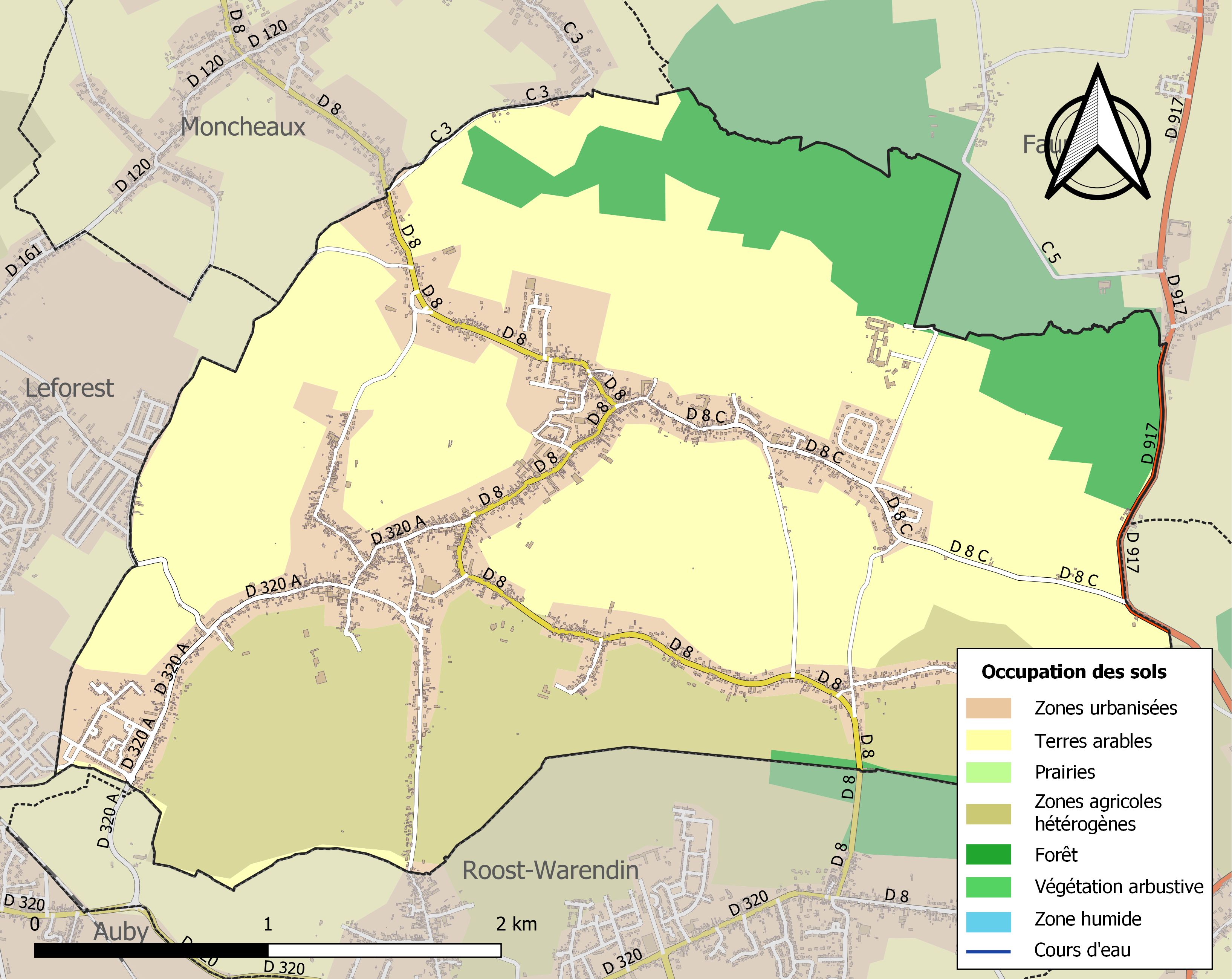
Kaart van de gemeente met belangrijkste infrastructuur, bodemgebruik en omliggende gemeenten

## Bezienswaardigheden
- De Église Saint-Géry
- Op het kerkhof van Raimbeaucourt bevindt zich een Brits oorlogsgraf uit de Eerste Wereldoorlog.

## Demografie
Onderstaande figuur toont het verloop van het inwonertal (bron: INSEE-tellingen).

Aix-en-Pévèle · Anhiers · Auby · Auchy-lez-Orchies · Beuvry-la-Forêt · Bouvignies · Coutiches · Faumont · Flines-lez-Raches · Landas · Nomain · Orchies · Râches · Raimbeaucourt · Roost-Warendin · Saméon